# Aleksej Kenjajkin
Aleksej Nikolaevič Kenjajkin (in russo Алексей Николаевич Кеняйкин?; Samara, 23 agosto 1998) è un calciatore russo, portiere del Volga Ul'janovsk.

## Carriera
Cresciuto nel settore giovanile dell'Orenburg, ha esordito in prima squadra il 9 ottobre 2020 in occasione dell'incontro di Pervenstvo Futbol'noj Nacional'noj Ligi pareggiato per 2-2 contro lo SKA-Chabarovsk.

## Statistiche

### Presenze e reti nei club
Statistiche aggiornate al 1º ottobre 2022.
| Stagione        | Squadra         | Campionato      | Campionato | Campionato | Coppe nazionali | Coppe nazionali | Coppe nazionali | Coppe continentali | Coppe continentali | Coppe continentali | Altre coppe | Altre coppe | Altre coppe | Totale | Totale |
| Stagione        | Squadra         | Comp            | Pres       | Reti       | Comp            | Pres            | Reti            | Comp               | Pres               | Reti               | Comp        | Pres        | Reti        | Pres   | Reti   |
| --------------- | --------------- | --------------- | ---------- | ---------- | --------------- | --------------- | --------------- | ------------------ | ------------------ | ------------------ | ----------- | ----------- | ----------- | ------ | ------ |
| 2017-2018       | Orenburg-2      | 2D              | 5          | -7         |                 | -               | -               |                    | -                  | -                  |             | -           | -           | 5      | -7     |
| 2019-2020       | Torpedo Mosca   | 1D              | 20         | -17        | CR              | 2               | 0               |                    | -                  | -                  |             | -           | -           | 22     | -17    |
| 2020-2021       | Orenburg        | 1D              | 7          | -5         | CR              | 1               | -1              |                    | -                  | -                  |             | -           | -           | 8      | -6     |
| 2021-2022       | Orenburg        | 1D              | 22         | -21        | CR              | 0               | 0               |                    | -                  | -                  |             | -           | -           | 22     | -21    |
| 2022-2023       | Orenburg        | PL              | 4          | -10        | CR              | 1               | -3              |                    | -                  | -                  |             | -           | -           | 5      | -13    |
| Totale carriera | Totale carriera | Totale carriera | 57         | -60        |                 | 4               | -4              |                    | -                  | -                  |             | -           | -           | 61     | -64    |